# Окно на Чистые пруды
«Окно на Чистые пруды» (Вид на Москву, 1929) — картина московского художника Сергея Маркина (1903—1942).
Картина написана С. И. Маркиным в 1929 году из окна своей коммунальной квартиры на Чистопрудном бульваре в городе Москве.
Показан вид на Чистые пруды. В пейзаж добавлен передний план: выделяются подоконник и, особенно, занавеска с нитью — «красной линией» на которой она повешена.

## Художник
С. И. Маркин 1927 году окончил ВХУТЕМАС со званием художник.
В 1927—1928 годах служил срочную службу в РККА.
В 1928—1929 годах был художником и декоратором в московском театре ТРАМ (современный Ленком).
Член Московского отдела ИЗО Наркомпроса, член РАПХ затем Московского областного союза советских художников (МОССХ, c 1932).
Более 20 раз писал Сергей Маркин Чистопрудный бульвар, где в доме № 19 он жил с семьёй до 1941 года.
Сергей Маркин ушёл из этого дома на фронт, погиб от ран в боях под Москвой в феврале 1942 года.

## Картина
Картина была написана маслом в 1929 году из окна коммунальной квартиры где жила семья Маркина, Ильина и другие.
Картина дорабатывалась в мастерской у родителей в Измайлово (Благуша).
Отличительные характеристики картины:
- В правом нижнем углу подпись автора
- На обороте картины надпись художника: «Сергей Маркин 1929»
- Холст сшит из двух одинаковых кусков
- Оригинальная чёрная рама, времени написания картины

### Критика
Ольга Ройтенберг опубликовала изображение этой картины на целую полосу.
Она писала, что в Чистых прудах он достиг труднейшего равновесия — не дать себе «умереть» в пейзаже, не дать пейзажу «умереть» в себе.
Искусствовед А. В. Балашов добавил, что не случайно Ольга Ройтенберг выделила эту картину, он образно назвал её «Окно времени».

### Выставки
Картина участвовала в выставках:
- 1934 — Москва: Персональная выставка живописи маслом С. И. Маркина: Каталог. Дом советских писателей. Представлено 43 работы[3][4][уточнить].
- 2021 — Москва: Галеев-галерея, выставка «За фасадом эпохи» (ноябрь 2021 — февраль 2022).

## Дома
Дом, где на 3 этаже жил С. И. Маркин перестраивался, но его фасад сохранился — современный адрес дом № 19/1. Он был построен как доходный дом, в 1890 году, архитектор А. В. Иванов.
На картине за прудом изображён дом — конторское здание треста «КожСиндикат» (многофункциональный комплекс с квартирами), построен в 1927 году по авангардистскому проекту Е. Израиловича и студента ВХУТЕМАСа А. П. Голубев. Современный адрес: Москва, Чистопрудный бульвар, дом 12А, строение 1.

## Описываемый район
Чистые пруды того времени:
- Вид на Чистые пруды, 1891
- Чистые пруды, 1920-е
- Вид (правее) из окна С. И. Маркина, 1930

Современный вид и дом:
- Современный вид на Чистые пруды, 2020
- Вид в 2017 году
- С 3 этажа этого дома художник Сергей Маркин рисовал эту картину